# لوسي بيندر
لوسي بيندر (بالإنجليزية: Lucy Pinder)‏ مواليد 20 ديسمبر 1983 في ونشستر، هامبشير، إنجلترا، هي ممثلة وموديل إنجليزية. اكتشفها مصور من على شاطئ في بورنموث في عام 2000، ثم أصبحت بعد ذلك واحدة من أكثر العارضات شعبية في بريطانيا، كما قامت بالظهور في العديد من المسلسلات التلفزيونية.